# Zaren-Pokal 1939
Der Zaren-Pokal 1939 war die zweite Austragung des Pokalwettbewerbs im Fußball in Bulgarien. Pokalsieger wurde der FK Schipka Sofia. Das Team setzte sich im Finale gegen Vorjahresfinalist FK Lewski Russe durch.

## Modus
In allen Runden wurde der Sieger in einem Spiel ermittelt. Stand es nach der regulären Spielzeit von 90 Minuten unentschieden, kam es zur Verlängerung von zweimal 15 Minuten. Falls danach immer noch kein Sieger feststand, wurde das Spiel wiederholt.

## Teilnehmer
| - FK Belite Orli Plewen - FK Botew Chaskowo - Botew Plowdiw - Chadschi Slawtschew Pawlikeni - Chan Omurtal Schumen | - Georgi Draschew Jambol - DWF Kasanlak - Krakra Pernik - OFK Lewski Karlowo - FK Lewski Russe | - SC Maria Luisa Lom - FK Orlowez Gabrowo - FK Pobeda Warna - FD Schipka Sofia - Zar Krum Bjala Slatina |

## Achtelfinale
|                        | Ergebnis |                               |
| ---------------------- | -------- | ----------------------------- |
| FK Belite Orli Plewen  | 4:1      | Zar Krum Bjala Slatina        |
| FK Orlowez Gabrowo     | 3:2      | DWF Kasanlak                  |
| Georgi Draschew Jambol | 6:2      | OFK Lewski Karlowo            |
| FK Botew Chaskowo      | 3:2      | Botew Plowdiw                 |
| FK Lewski Russe        | 3:2      | Chadschi Slawtschew Pawlikeni |
| Chan Omurtal Schumen   | 0:1      | FK Pobeda Warna               |
| FD Schipka Sofia       | 4:0      | Krakra Pernik                 |
| SC Maria Luisa Lom     | Freilos  |                               |

## Viertelfinale
|                       | Ergebnis |                        |
| --------------------- | -------- | ---------------------- |
| FK Pobeda Warna       | 3:1      | FK Orlowez Gabrowo     |
| FK Botew Chaskowo     | 1:2      | Georgi Draschew Jambol |
| FD Schipka Sofia      | 1:1      | SC Maria Luisa Lom     |
| FK Belite Orli Plewen | 1:7      | FK Lewski Russe        |

### Wiederholungsspiel
|                  | Ergebnis |                    |
| ---------------- | -------- | ------------------ |
| FD Schipka Sofia | 3:1      | SC Maria Luisa Lom |

## Halbfinale
|                  | Ergebnis |                        |
| ---------------- | -------- | ---------------------- |
| FK Lewski Russe  | 2:1      | FK Pobeda Warna        |
| FD Schipka Sofia | 5:2      | Georgi Draschew Jambol |

## Finale
| Paarung          | FD Schipka Sofia – FK Lewski Russe |
| Ergebnis         | 2:0 (2:0) |
| Datum            | 3. Oktober 1939 |
| Stadion          | Lewski Stadion, Sofia |
| Zuschauer        | 4.000 |
| Schiedsrichter   | Dimitar Gentschew |
| Tore             | 1:0 Stojan Taschkow (18.) 2:0 Krum Petkow (40.) |
| FD Schipka Sofia | Todor Konow – Stojan Tanowski, Kiril Iliew – Boris Trankow, Anton Kusmanow – Krastjo Konow, Asen Pawlow, Kostadin Dimitrow, Krum Pelkow , Dobromir Dobrew, Stojan Taschkow             |
| FK Lewski Russe  | Marko Nikolow – Prodan Nikolow, Borislaw Pejtschew – Konstantin Nowakow , Iwan Mateew, Boris Mitew, Swetoslaw Abadschiew, Todor Goranow, Dimitar Nikolaew, Schami Pinkas, Nikola Nedew |